# Royal Rumble (2024)
Royal Rumble 2024 fue un evento en vivo prémium de lucha libre profesional y de WWE Network producido por WWE para sus divisiones de marca Raw y SmackDown que tuvo lugar el 27 de enero de 2024 en el Tropicana Field en Tampa, Florida. Fue el trigésimo séptimo evento bajo la cronología de Royal Rumble.

## Producción
Royal Rumble es un evento anual de pago por visión (PPV) y WWE Network, producido cada enero por WWE desde 1988. Es uno de los cinco eventos más importantes del año, junto con WrestleMania, SummerSlam, Survivor Series y Money in the Bank, conocidos como «Los Cinco Grandes». Recibe su nombre del Royal Rumble match, una battle royal modificada en la que los participantes entran a intervalos cronometrados en lugar de empezar todos en el ring al mismo tiempo. El evento de 2024 será el número 37 en la cronología del Royal Rumble. Anunciado el 13 de septiembre de 2023, el evento de 2024 está programado para celebrarse el sábado 27 de enero en el Tropicana Field de Tampa, Florida. Contará con la participación de luchadores de las marcas Raw y SmackDown. Además de emitirse en pago por visión en todo el mundo, estará disponible para livestream en Peacock en Estados Unidos y en WWE Network en los mercados internacionales. Las entradas se pondrán a la venta el 30 de septiembre y también habrá disponibles paquetes de hospitalidad prémium.
El combate Royal Rumble generalmente presenta a 30 luchadores y el ganador tradicionalmente gana un combate por el campeonato mundial en WrestleMania de ese año. Para 2024, hombres y mujeres podrían elegir a qué campeonato mundial competir en WrestleMania XL; los hombres podrían elegir el Campeonato Mundial Peso Pesado de Raw o el Campeonato Universal Indiscutible de WWE de SmackDown, mientras que las mujeres tienen la opción entre el Campeonato Femenino de WWE y el Campeonato Mundial Femenino.

## Antecedentes
En el episodio del 11 de diciembre de Raw, CM Punk anunció su participación en el Royal Rumble masculino, en el que sería su primer combate oficial en WWE desde el Royal Rumble 2014. Tras el anuncio, fue confrontado por el campeón Seth «Freakin» Rollins y CM Punk insinuó su intención de ir tras el Campeonato Mundial de Peso Pesado de Rollins si gana el Royal Rumble.
Antes de hacer una pausa en mayo de 2022 debido a una lesión en la espalda, Randy Orton había estado en una rivalidad con The Bloodline (Roman Reigns y The Usos (Jey Uso & Jimmy Uso)). En Crown Jewel, en noviembre de 2023, Reigns derrotó a LA Knight y retuvo el Campeonato Universal Indiscutible de WWE, después de la interferencia de The Bloodline. En el siguiente episodio de SmackDown, Knight declaró que terminaría con The Bloodline cuando derrote a Reigns por el título. Más tarde, ese mismo mes, Orton regresó en Survivor Series: WarGames y, en el episodio del 1 de diciembre, anunció su traspaso a SmackDown después de defenderse de un ataque de The Bloodline (que ahora había sumando a Solo Sikoa, mientras Jey había dejado el grupo a principios de ese verano), prometiendo vengarse. Dos semanas después, AJ Styles regresó para ayudar a Knight y Orton a defenderse de The Bloodline antes de atacar a Knight. La semana siguiente, Styles explicó que su ataque era por que Knight ocupaba su lugar en una lucha por equipos en Fastlane. Después de que Orton interrumpió y dijo que también quería una lucha por el título contra Reigns. Entonces el gerente general de SmackDown, Nick Aldis, anunció que Orton, Styles y Knight competirían en una triple amenaza en el especial de SmackDown: New Year's Revolution, donde el ganador se enfrentaría a Reigns por el título en Royal Rumble. Durante dicho encuentro, The Bloodline interfirió atacando a Ortón, Knight y Styles, dejando la lucha sin ganador, por lo que Aldis decidió que Reigns pondrá en juego su Campeonato Universal en un Fatal 4-Way Match en Royal Rumble. 
En Crown Jewel, Logan Paul derrotó a Rey Mysterio y ganó el Campeonato de los Estados Unidos, su primer título como luchador de WWE. Paul hizo su primera aparición como campeón en el episodio del 1 de diciembre de SmackDown, donde anunció que su primer retador sería determinado por un torneo. En dicho torneo, Kevin Owens y Santos Escobar ganaron sus respectivas llaves y en el episodio del 22 de diciembre se anunció que la final del torneo entre los dos ocurriría en SmackDown: New Year's Revolution el 5 de enero de 2024. Dicha lucha fue ganada por Owens, quien obtuvo la oportunidad titular ante Paul en Royal Rumble.

## Resultados
- Bayley ganó el Women's Royal Rumble Match (1:04:57).[12][13]
  - Bayley eliminó finalmente a Liv Morgan, ganando la lucha.
  - Durante la lucha, R-Truth ingresó ocupando el lugar de Valhalla, siendo sacado del ring por Nia Jax, tras lo cual Adam Pearce permitió a Valhalla participar en la lucha.
- Roman Reigns (con Paul Heyman) derrotó a AJ Styles, LA Knight y Randy Orton y retuvo el Campeonato Universal Indiscutible de WWE (19:28).[12][14]
  - Reigns cubrió a Styles después de un «Spear».
  - Durante la lucha, Solo Sikoa interfirió a favor de Reigns.
- Logan Paul derrotó a Kevin Owens y retuvo el Campeonato de los Estados Unidos (13:58).[12][15]
  - El arbitró descalificó a Owens después que atacara a Paul con una manopla.
  - Durante la lucha, un asistente, Austin Theory y Grayson Waller interfirieron a favor de Paul.
  - Después de la lucha, Owens atacó a Paul.
- Cody Rhodes ganó el Men's Royal Rumble Match (1:08:12).[12][16]
  - Rhodes eliminó finalmente a CM Punk, ganando la lucha.
  - Con esta victoria, Rhodes se convirtió en el cuarto luchador en ganar dos Royal Rumble de forma consecutiva.
  - Esta fue la primera lucha televisada de CM Punk desde su salida de la compañía en 2014, exactamente 10 años después y en el mismo evento.

## Royal Rumble: entradas y eliminaciones
El color rojo ██ indica las superestrellas de Raw, azul ██ indica las superestrellas de SmackDown, amarillo ██ indica las superestrellas de NXT, verde ██ indica las superestrellas de otras promociones, gris ██ indica las superestrellas miembros del WWE Hall of Fame y blanco indica las superestrellas que son agentes libres. Cada participante entraba en intervalos de 90 segundos (1 minuto y medio).

### Royal Rumble femenino

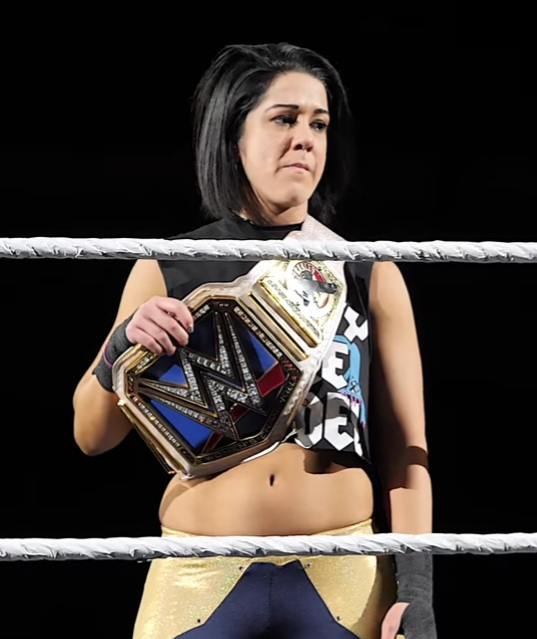
Bayley, ganadora del Royal Rumble match femenino 2024.

| N.º | Entrada          | Orden | Eliminada por        | Tiempo  | Eliminaciones |
| --- | ---------------- | ----- | -------------------- | ------- | ------------- |
| 1   | Natalya          | 3     | Nox                  | 20:57   | 0             |
| 2   | Naomi            | 25    | Cargill              | 1:02:18 | 2             |
| 3   | Bayley           | —     | Ganadora             | 1:03:03 | 7             |
| 4   | Candice LeRae    | 2     | Bayley, Asuka y Sane | 15:23   | 0             |
| 5   | Jordynne Grace   | 7     | Belair               | 19:10   | 0             |
| 6   | Indi Hartwell    | 1     | Bayley               | 03:23   | 0             |
| 7   | Asuka            | 6     | Carter y Chance      | 12:59   | 1             |
| 8   | Ivy Nile         | 10    | Jax                  | 23:27   | 0             |
| 9   | Katana Chance    | 13    | Jax                  | 25:48   | 1             |
| 10  | Bianca Belair    | 27    | Bayley               | 47:46   | 1             |
| 11  | Kairi Sane       | 5     | Carter               | 05:00   | 1             |
| 12  | Tegan Nox        | 4     | Bayley               | 01:22   | 0             |
| 13  | Kayden Carter    | 8     | Niven                | 11:48   | 2             |
| 14  | Chelsea Green    | 14    | Lynch                | 17:32   | 0             |
| 15  | Piper Niven      | 12    | Jax                  | 12:39   | 1             |
| 16  | Xia Li           | 9     | Jax                  | 06:46   | 0             |
| 17  | Zelina Vega      | 17    | Baszler y Stark      | 20:00   | 0             |
| 18  | Maxxine Dupri    | 11    | Bayley               | 06:39   | 0             |
| 19  | Nia Jax          | 21    | Cargill              | 20:15   | 8             |
| 20  | Shotzi           | 19    | Jax                  | 15:14   | 0             |
| 21  | Becky Lynch      | 24    | Cargill y Naomi      | 22:29   | 1             |
| 22  | Alba Fyre        | 16    | Naomi                | 06:21   | 0             |
| 23  | Shayna Baszler   | 18    | Jax                  | 08:27   | 1             |
| 24  | Valhalla         | 15    | Jax                  | 00:05   | 0             |
| 25  | Michin           | 20    | Jax                  | 05:02   | 0             |
| 26  | Zoey Stark       | 22    | Morgan               | 09:58   | 1             |
| 27  | Roxanne Perez    | 23    | Stratton             | 08:29   | 0             |
| 28  | Jade Cargill     | 28    | Morgan               | 11:03   | 3             |
| 29  | Tiffany Stratton | 26    | Bayley               | 06:52   | 1             |
| 30  | Liv Morgan       | 29    | Bayley               | 06:26   | 2             |

1. ↑  R-Truth ingresó ocupando el lugar de Valhalla, siendo sacado del ring por Nia Jax, tras lo cual, Adam Pearce permitió a Valhalla participar en la lucha.

### Royal Rumble masculino

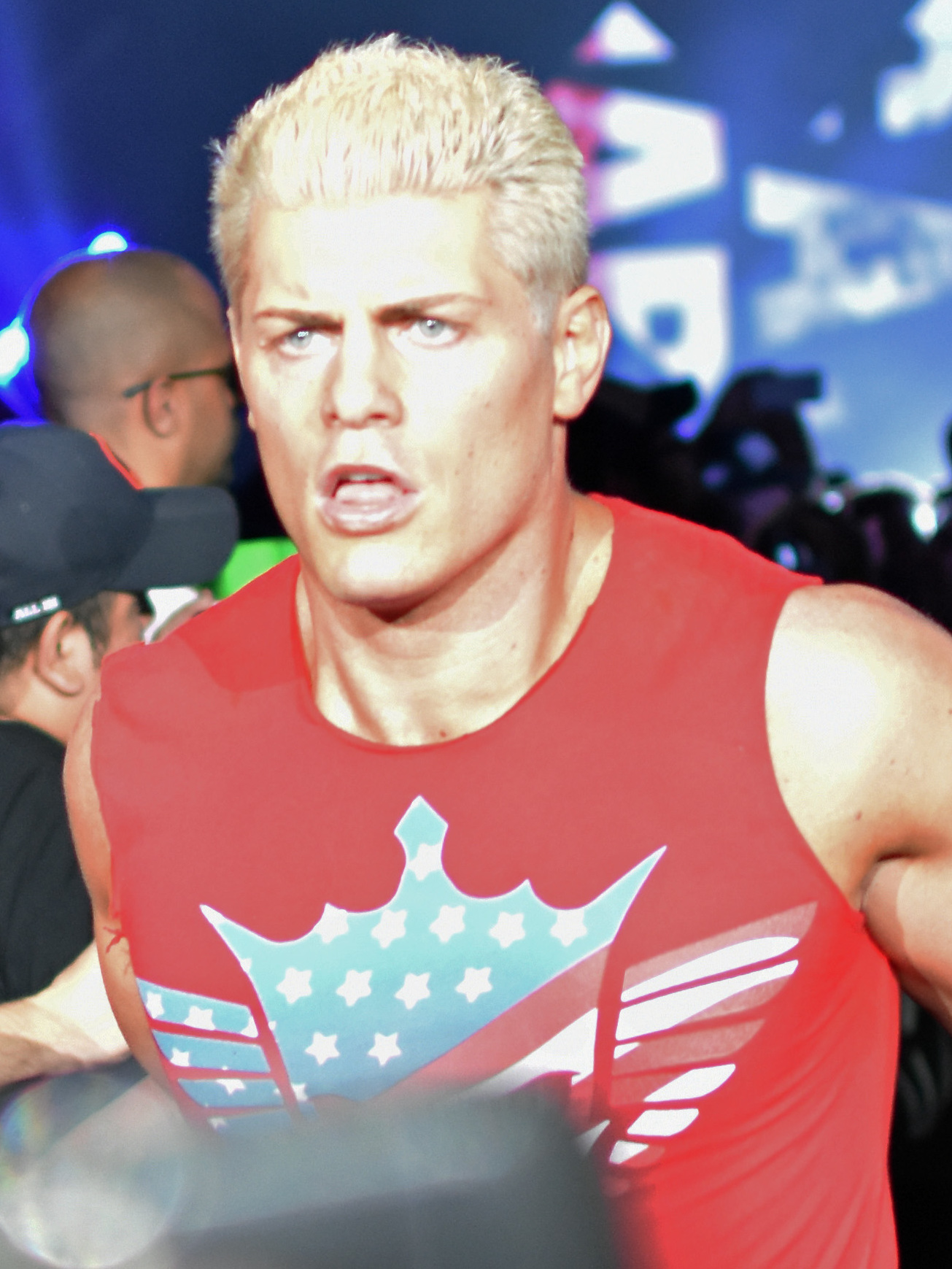
Cody Rhodes, ganador del Royal Rumble match masculino 2024.

| N.º | Entrada                  | Orden | Eliminado por | Tiempo | Eliminaciones |
| --- | ------------------------ | ----- | ------------- | ------ | ------------- |
| 1   | Jey Uso                  | 23    | Gunther       | 50:55  | 1             |
| 2   | Jimmy Uso                | 12    | Breakker      | 34:09  | 0             |
| 3   | Grayson Waller           | 1     | Hayes         | 04:05  | 0             |
| 4   | Andrade                  | 8     | Reed          | 22:59  | 0             |
| 5   | Carmelo Hayes            | 6     | Bálor         | 17:06  | 1             |
| 6   | Shinsuke Nakamura        | 9     | Rhodes        | 20:51  | 0             |
| 7   | Santos Escobar           | 2     | Carlito       | 06:37  | 0             |
| 8   | Karrion Kross            | 4     | Lashley       | 06:20  | 1             |
| 9   | «Dirty» Dominik Mysterio | 21    | CM Punk       | 33:19  | 1             |
| 10  | Carlito                  | 3     | Lashley       | 02:23  | 1             |
| 11  | Bobby Lashley            | 5     | Kross         | 01:34  | 2             |
| 12  | Ludwig Kaiser            | 10    | Kingston      | 09:29  | 0             |
| 13  | Austin Theory            | 7     | Rhodes        | 03:58  | 0             |
| 14  | Finn Bálor               | 13    | Breakker      | 11:21  | 1             |
| 15  | Cody Rhodes              | —     | Ganador       | 43:21  | 4             |
| 16  | «Big» Bronson Reed       | 14    | Omos          | 10:39  | 1             |
| 17  | Kofi Kingston            | 11    | Gunther       | 03:34  | 1             |
| 18  | Gunther                  | 28    | Rhodes        | 30:10  | 3             |
| 19  | Ivar                     | 15    | Breakker      | 04:57  | 0             |
| 20  | Bron Breakker            | 18    | Mysterio      | 05:19  | 4             |
| 21  | Omos                     | 17    | Breakker      | 02:43  | 1             |
| 22  | Pat McAfee               | 16    | Él mismo      | 00:38  | 1             |
| 23  | JD McDonagh              | 19    | Jey Uso       | 00:03  | 0             |
| 24  | R-Truth                  | 20    | Priest        | 02:56  | 0             |
| 25  | The Miz                  | 22    | Gunther       | 06:06  | 0             |
| 26  | Damian Priest            | 25    | Zayn          | 10:24  | 1             |
| 27  | CM Punk                  | 29    | Rhodes        | 21:45  | 2             |
| 28  | Ricochet                 | 24    | McIntyre      | 05:10  | 0             |
| 29  | Drew McIntyre            | 27    | CM Punk       | 09:52  | 2             |
| 30  | Sami Zayn                | 26    | McIntyre      | 03:19  | 1             |

1. ↑  Kross ya estaba eliminado cuando tomó de un pie a Lashley y lo sacó del ring.
2. ↑  Antes de ingresar al ring fue atacado por Breakker, quien ya había sido eliminado, con un «spear».